# Lauretta Gerards
Lauretta Gerards (Amsterdam, 18 februari 1987) is een Nederlands actrice.

## Opleiding
Gerards maakte de havo af en nam vervolgens een jaar vrij, waarin ze af en toe optrad voor regionale televisie. Ze studeerde media- en entertainmentmanagement aan een hbo, maar maakte die opleiding niet af.

## Filmografie

### Film
- 2009: De blauwe bus, als Lady Red
- 2011: All Stars 2: Old Stars, als barvrouw
- 2012: Draagmoeder, als Laila Bouchibti-Alvarez
- 2014: Loodvrij, als Lisa

### Televisie

#### Als actrice
- 2006-2010: Onderweg naar Morgen, als Malù Branca
- 2011: Het Huis Anubis en de Vijf van het Magische Zwaard, als Fee van het meer
- 2011: De Meisjes van Thijs, als Charly
- 2019: Flikken Rotterdam, als verpleegkundige

#### Overig
- 2011: Expeditie Robinson, deelnemer; ze eindigde als zevende

## Voice-over
Gerards was van 2011 t/m 2015 de vrouwelijke stem in de vormgeving van het Nederlandse radiostation Q-music.